# La Canal (Cabassers)
La Canal és una obra de Cabassers (Priorat) inclosa a l'Inventari del Patrimoni Arquitectònic de Catalunya.

## Descripció
Es tracta d'una entrada d'aigua al poble provinent de la font de la Foia i es continua amb la séquia de la vila. La canal vessa per quatre brocs de ferro sobre quatre dipòsits oberts de pedra, que es buiden consecutivament i que són un al costat de l'altre. El darrer dipòsit desaigua a una pica també de pedra que constitueix l'entrada o inici de la séquia, avui coberta. A mà esquerra hi ha un abeurador.